# Північний флот ВМФ СРСР

Карта пунктів постійної дислокації Північного флоту Росії

Півні́чний флот — оперативно-стратегічне об'єднання ВМФ у Збройних силах СРСР під час Німецько-радянської війни та післявоєнний час, яке забезпечувало охорону морських рубежів і захист державних інтересів СРСР на півночі країни.
Основне місце базування (штаб) — м. Сєвєроморськ.

## Історія
Північний флот створений у травні 1937 року шляхом перетворення Північної військової флотилії. Під час радянсько-фінської війни флот успішно виконав ряд важливих завдань по підтримці і забезпеченню бойових дій військ.

### Командування
Командувачі:
- Душенов Костянтин Іванович, флагман флоту 1-го рангу (11.05.1937 — 28.05.1938).
- Дрозд Валентин Петрович, віцеадмірал (28.05.1938 — 26.07.1940).
- Головко Арсеній Григорович, контрадмірал, з вересня 1941 віцеадмірал, з березня 1944 адмірал (26.07.1940 — 04.08.1946).
- Платонов Василь Іванович, адмірал (04.08.1946 — 23.04.1952).
- Чабаненко Андрій Трохимович, віцеадмірал, з 1953 — адмірал (23.04.1952 — 28.02.1962).
- Касатонов Володимир Опанасович, адмірал (28.02.1962 — 02.06.1964).
- Лобов Семен Михайлович, адмірал флоту (02.06.1964 — 03.05.1972).
- Єгоров Георгій Михайлович, адмірал флоту (3.05.1972 — 1.07.1977).
- Чернавін Володимир Миколайович, адмірал флоту (01.07.1977 — 16.12.1981).
- Михайловський Аркадій Петрович, адмірал (16.12.1981 — 25.02.1985).
- Капітанець Іван Матвійович, адмірал (25.02.1985 — 19.03.1988).
- Громов Фелікс Миколайович, адмірал (19.03.1988 — 14.03.1992).